# Joseph Duncan

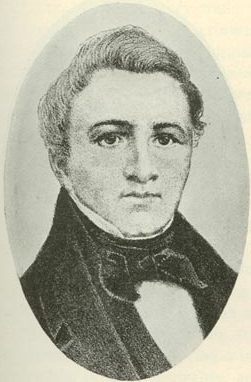
Joseph Duncan

Joseph Duncan, född 22 februari 1794 i Paris, Kentucky, död 15 januari 1844 i Jacksonville, Illinois, var en amerikansk demokratisk politiker. Han var den 6:e guvernören i delstaten Illinois 1834–1838. Under Duncans tid som guvernör flyttades delstatens huvudstad från Vandalia till Springfield och byn Chicago fick stadsrättigheter.
Duncan deltog både i 1812 års krig och i Black Hawk-kriget. Han flyttade 1818 till Illinois och var ledamot av delstatens senat 1824–1826. Han var ledamot av USA:s representanthus 1827–1834.
Duncan var förespråkare för ett offentligt utbildningssystem och fördömde slaveriet som ett stort moraliskt och politiskt ont ("a great moral and political evil"). Han förkastade ändå abolitionismens slutmål som praktiskt omöjligt att uppnå i hela USA utan våld och skrev ett utkast till ett brev till rektorn vid Illinois College i protest mot uppgifterna om att abolitionistiska principer undervisades vid högskolan. Enligt Duncan innebar förespråkandet av att avskaffa slaveriet med våld en risk för inbördeskrig. Precis som själva slaveriet, fördömde han spridningen av tankar som kan leda till ett inbördeskrig som ett moraliskt ont. När det visade sig att uppgifterna om abolitionistisk propaganda i undervisningen vid Illinois College inte stämde, lät Duncan bli att skicka brevet. Han kandiderade 1842 på nytt till guvernör. Kampanjen misslyckades men han fick Abraham Lincolns röst. Lincoln hade röstat på honom också i 1834 års framgångsrika guvernörsval. Han var gift med Elizabeth Caldwell Smith. Paret gifte sig 13 maj 1828 och de fick tio barn. Elizabeth Duncan avled 23 maj 1876.
Duncans grav finns på Diamond Grove Cemetery i Jacksonville, Illinois.